# Контингентні біженці
Контингентні біженці (нім. Kontingentflüchtlinge) — це біженці, яким дозволено переїхати до Німеччини за фіксованою кількістю (квотою). Це стосується біженців, які були прийняті в рамках кампанії з надання гуманітарної допомоги на підставі віз, або декларації про прийняття від Федерального міністерства внутрішніх справ Німеччини. Вони не проходять процедуру надання притулку чи будь-якої іншої процедури визнання, але отримують дозвіл на проживання з гуманітарних міркувань одразу після прибуття (розділи 23 і 24 Закону про проживання), але не можуть вільно обирати місце проживання відповідно до постанови Федерального Адміністративного суду Німеччини.
Контингентні біженці розподіляються між федеральними землями відповідно до "ключа Кенігштайна". Вони мають право на курс інтеграції та мовний курс і, на відміну від шукачів притулку, з самого початку отримують дозвіл на роботу в  Німеччині.
| Прапор Німеччини | Це незавершена стаття про Німеччину. Ви можете допомогти проєкту, виправивши або дописавши її. |